# Robert Jachimowicz
Robert Jacek Jachimowicz (ur. 7 czerwca 1967 w Koszalinie) – polski lekkoatleta uprawiający rzut dyskiem, medalista igrzysk paraolimpijskich, mistrzostw Europy i świata.

## Życiorys
W wyniku wypadku na motocyklu w 1993 doznał uszkodzenia rdzenia kręgowego, utracił władzę w nogach i częściowo w rękach; od tego czasu porusza się na wózku inwalidzkim. Został zatrudniony w urzędzie miejskim w Gościnie.
Zaczął trenować rzut dyskiem w klubie sportowym Start Koszalin. Wystartował w Letnich Igrzyskach Paraolimpijskich w 2000 w kategorii F51, choć sam deklarował chęć startu w kategorii F52. Robert Jachimowicz zwyciężył w tych zawodach, jednak już po dekoracji został zdyskwalifikowany za rzekomą odmowę wykonania ćwiczeń przed komisją medyczną. W 2002 został ponownie zdyskwalifikowany na mistrzostwach świata, po czym wycofał się z czynnego uprawiania sportu. Powrócił do aktywności sportowej w 2013, a w 2014 został zakwalifikowany do kategorii F52.
Wywalczył m.in. złoty medal mistrzostw Europy (2016), dwa medale mistrzostw świata oraz srebrny medal na Letnich Igrzyskach Paraolimpijskich w 2016.
W 2017 został odznaczony Srebrnym Krzyżem Zasługi.

## Rekordy
- Rekordy Europy[8]
  - Rzut dyskiem (F53) – 26,62 (5 września 2006, Assen)

## Medale i wyniki na igrzyskach paraolimpijskich
| Rok  | Zawody                   | Miejscowość    | Konkurencja        | Wynik | Pozycja    |
| ---- | ------------------------ | -------------- | ------------------ | ----- | ---------- |
| 2000 | Igrzyska paraolimpijskie | Sydney         | Rzut dyskiem (F51) | DSQ   | DSQ        |
| 2014 | Mistrzostwa Europy       | Swansea        | Rzut dyskiem (F52) | 16,77 | 2. miejsce |
| 2015 | Mistrzostwa świata       | Doha           | Rzut dyskiem (F52) | 17,33 | 2. miejsce |
| 2016 | Mistrzostwa Europy       | Grosseto       | Rzut dyskiem (F52) | 19,42 | 1. miejsce |
| 2016 | Igrzyska paraolimpijskie | Rio de Janeiro | Rzut dyskiem (F52) | 19,10 | 2. miejsce |
| 2018 | Mistrzostwa Europy       | Berlin         | Rzut dyskiem (F52) | 19,19 | 3. miejsce |
| 2019 | Mistrzostwa świata       | Dubaj          | Rzut dyskiem (F52) | 19,91 | 3. miejsce |
| 2021 | Mistrzostwa Europy       | Bydgoszcz      | Rzut dyskiem (F52) | 20,18 | 2. miejsce |
| 2021 | Igrzyska paraolimpijskie | Tokio          | Rzut dyskiem (F52) | 19,49 | 5. miejsce |
| 2024 | Igrzyska paraolimpijskie | Paryż          | Rzut dyskiem (F52) | 17,69 | 6. miejsce |